# Cuiavia
Cuiavia (în poloneză Kujawy, pronunție ['kujavɨ]) este o regiune istorică și etnografică în partea central-nordică a Poloniei, situată în bazinul Vistulei de mijloc și a râului Noteć. Cuiavia este împărțită în trei regiuni tradiționale: 
- nord (cu capitala la Bydgoszcz,
- vest (cu capitala la Inowrocław, și
- est (cu capitala la Włocławek).

## Geografie
În partea de nord frontierele Cuiaviei cu regiunile istorice din Gdansk Pomerania (Pomerelia) și regiunea veche prusacă Chełmno, în partea de vest cu Polonia Mare (istorie), iar în est cu Mazovia. Granițele Cuiaviei se întind pe malul stâng al râului Vistula: de la gura de vărsare a râului Skrwa în sud, la gura de vărsare a râului Wda pe partea de nord. Granițele Cuiaviei se întind spre vest de Koronowo și Nakło la râul Noteć unde se întoarce spre vest, încrucișează lacul Trląg, și se întinde spre pădurea Strzelneński. Ajunge la Lacul Skulski și până la cursul superior al râului Noteć. Acestea includ, de asemenea lacul Brdowski, Chodecz și Lubień Kujawski și prin râul Skrwa și în cele din urmă ajunge la râul Vistula.

## Descriere generală
Câmpia Cuiaviei este în medie la 100-130 de metri deasupra nivelului mării, este un peisaj post-glacial, ușor ondulat, în unele locuri există dealuri provenite din morene și diguri taluzuri de pietriș și nisip. 
În depresiuni sunt aproximativ 600 de lacuri cu suprafața mai mare de un kilometru, în partea de fund cu straturi de rocă de sare și potasiu, în straturile din perioada terțiară există straturi de lignit și lut de ceramică.
Din 1999, face parte din voievodatul Cuiavia și Pomerania (excluzând unele părți) și la periferia de nord a județului Koło în voievodatul Polonia Mare. În Cuiavia există cernoziom (în poloneză czarnoziem), una dintre cele mai bune soluri din Polonia. Datorită soluri fertile, Cuiavia este numită "grânarul Poloniei".

## Capitala
Scaunul episcopal al Cuiaviei a fost Kruszwica, și mai târziu Włocławek (după scaunul episcopal de la începutul secolul al XII-lea). Capitala acestui Ducat, și din secolul al 14-lea - reședința guvernatorilor domnitorilor au fost Inowrocław, Brzesc Kujawski, și Radziejów ca sediu comun regional al Consiliului Sejmik a celor două voievodate Cuiavia.
Astăzi, cele mai mari centre din Cuiavia sunt Bydgoszcz, Włocławek și Inowrocław (Novo Wladislaw, adică "New Włocławek"). De asemenea, partea de sud a Toruń (Podgórz) se află în regiunea istorică a Cuiaviei. Regiunea este împărțită în Cuiavia Albă (vest), cu capitala la Inowrocław și Cuiavia Neagră (est), cu capitala la Włocławek.

## Galerie

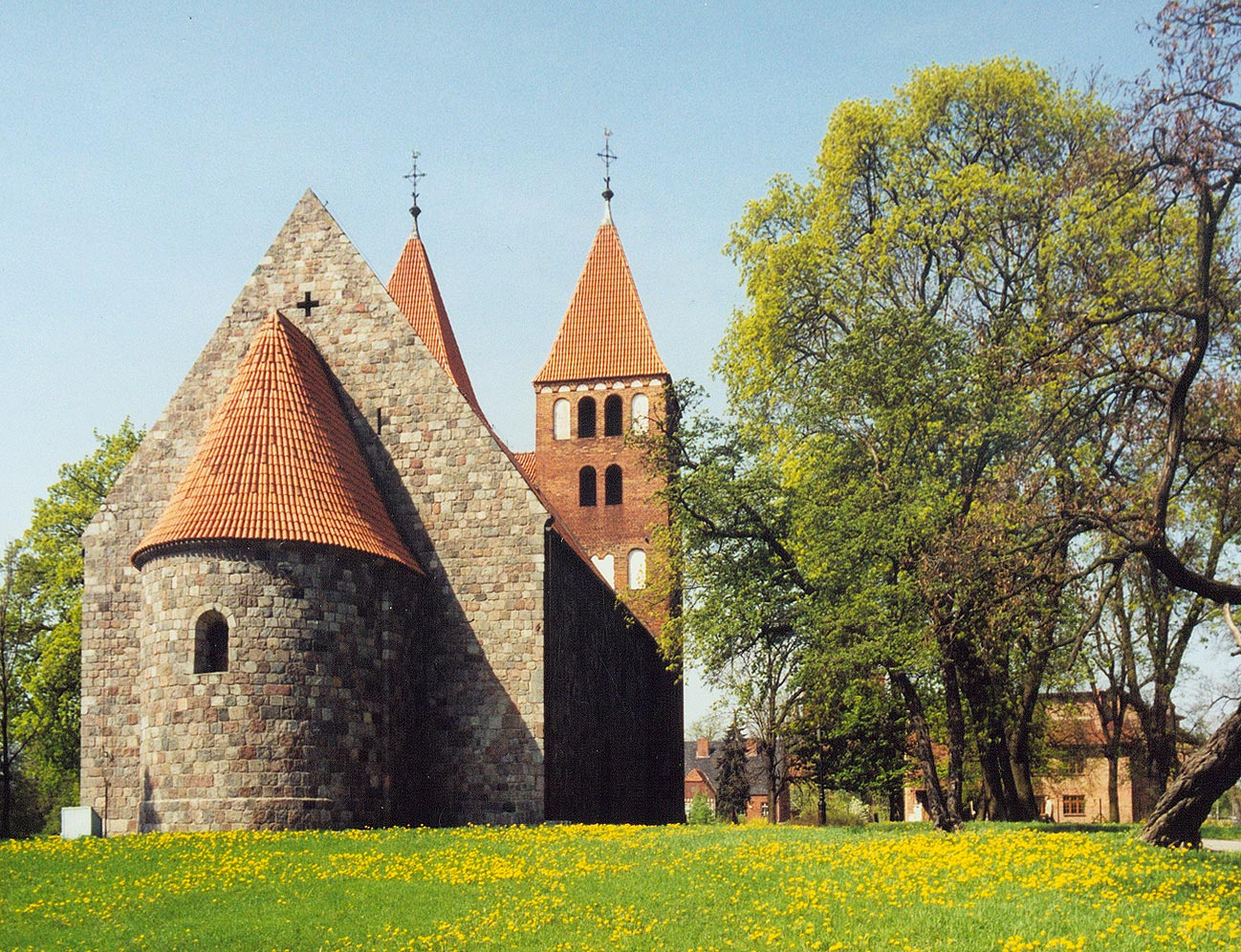
Biserica Sfânta Fecioară Maria din sec. al XII-lea în Inowrocław
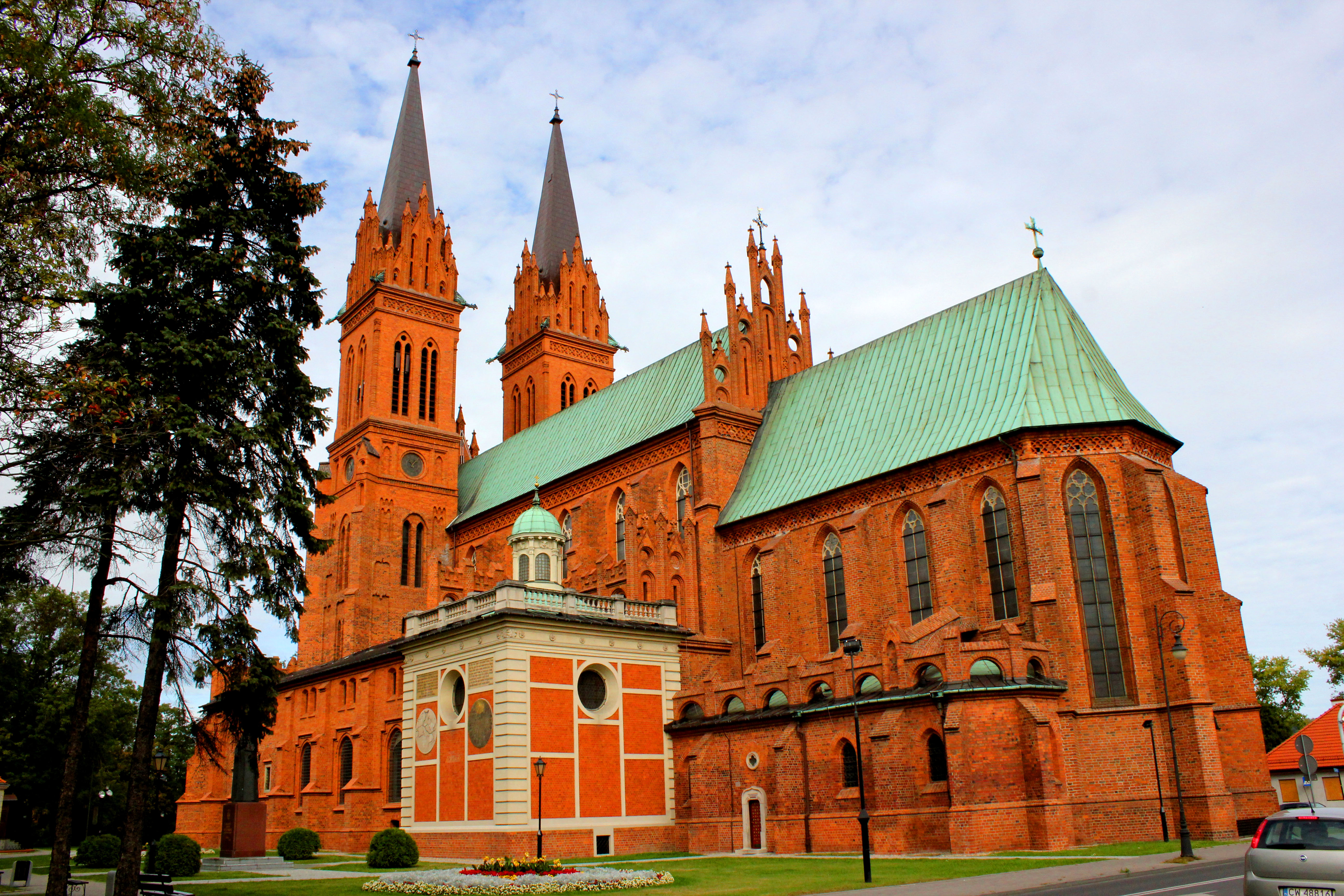
Catedrala Włocławek
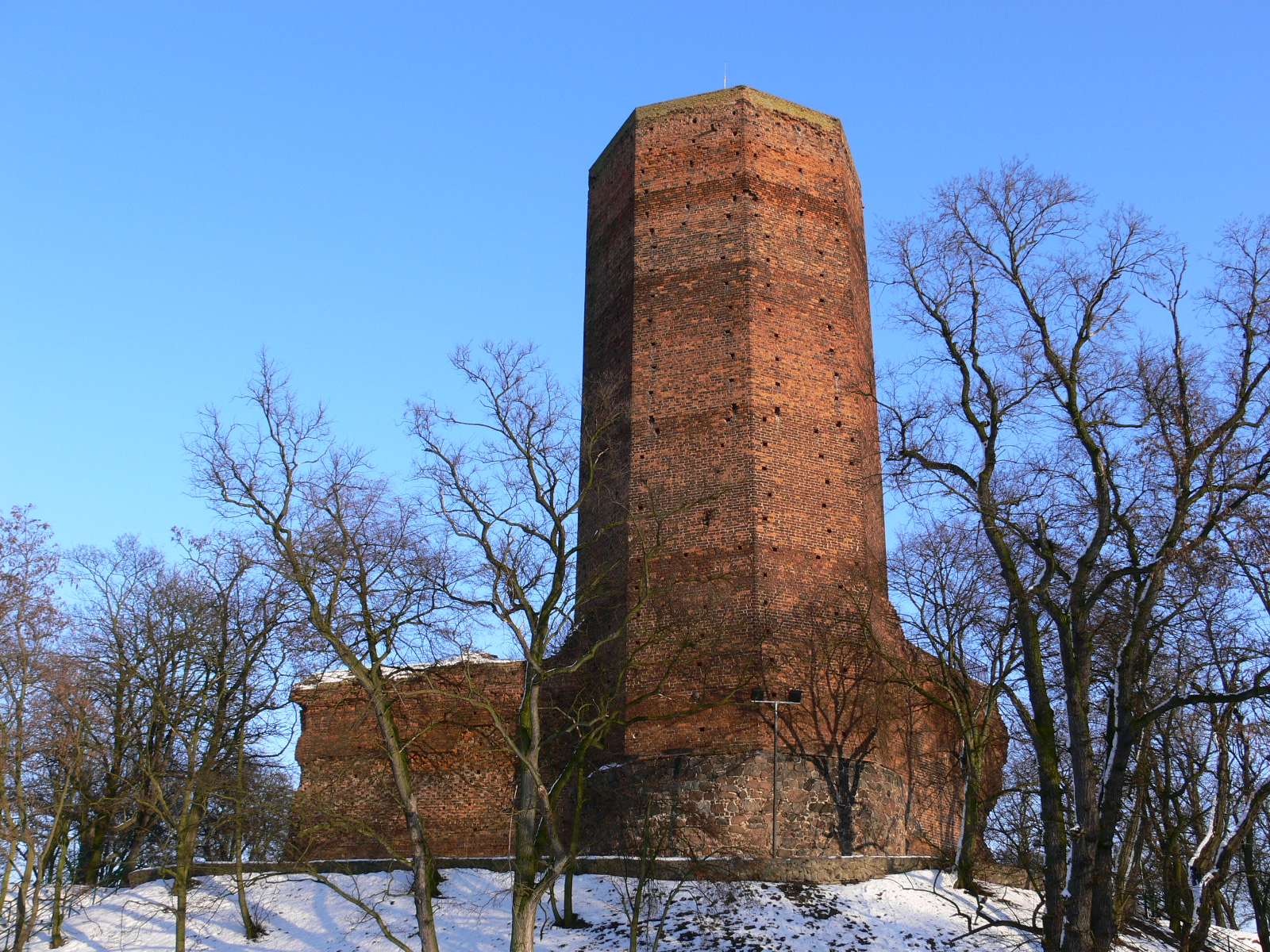
"Turnul şoarece " al castelului Kruszwica
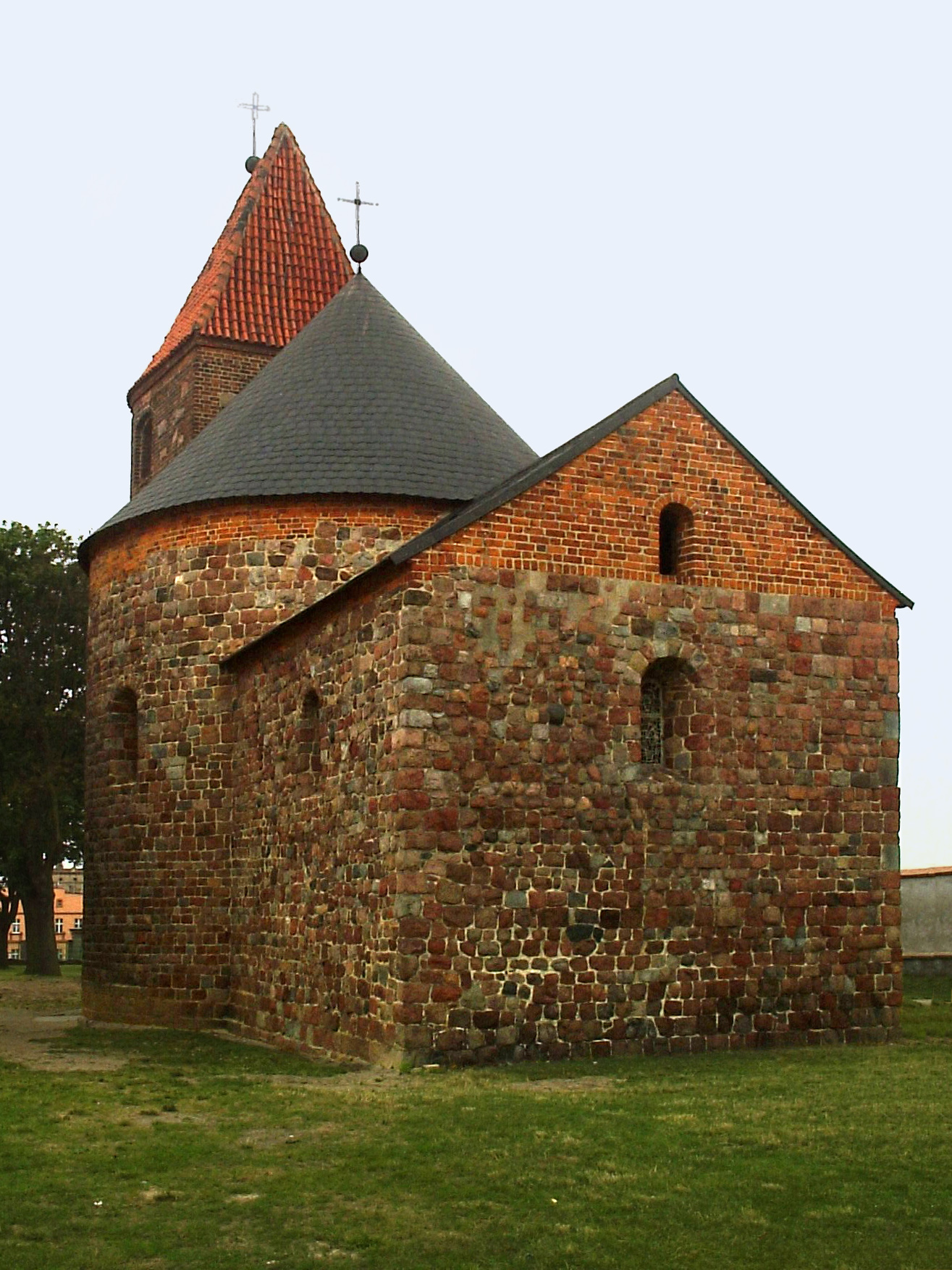
Rotonda Sf. Procopus din sec. al XII-lea în Strzelno
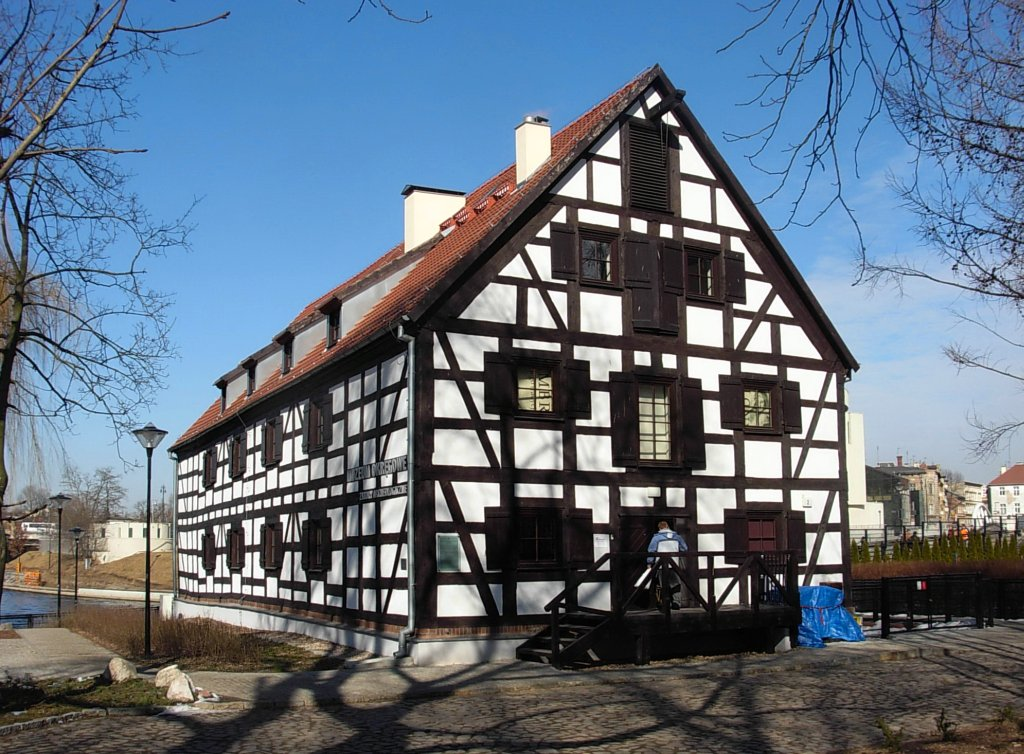
Arhitectură tradiţională pe malul râului  Brda în Bydgoszcz
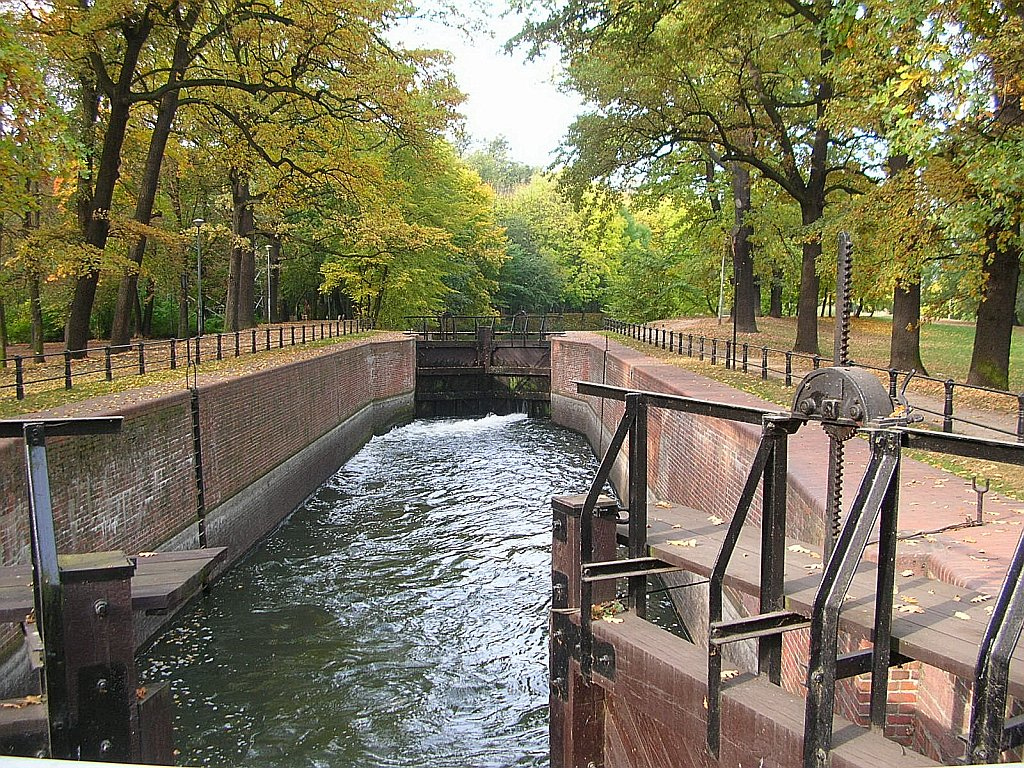
Ecluză pe Canalul Bydgoszcz
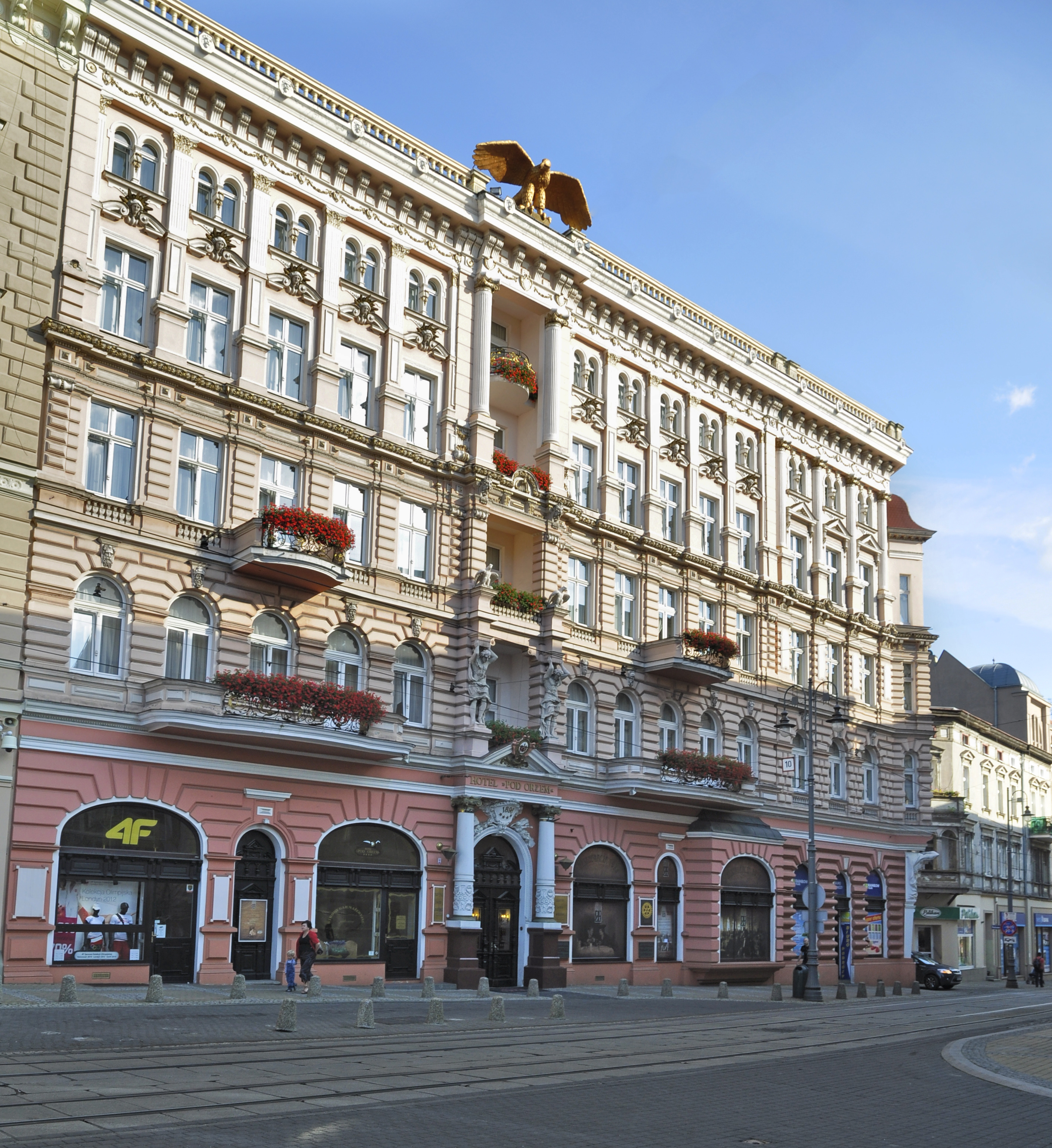
"Hotelul Vulturul" în Bydgoszcz, sec. al XIX-lea